# Ingolf Winzor
Ingolf Winzor (født 3. august 1940 i Aarhus, død 25. april 2006 i Sønderborg) var en dansk trafikleder og kommunalpolitiker, der var mangeårigt medlem af Sønderborg Byråd og borgmester fra 1988 til 1998, valgt for Socialdemokratiet.
Ingolf Winzor var uddannet trafikassistent i DSB, før han i 1969 blev trafikleder ved rutebilstationen i Sønderborg.
Han blev valgt til byrådet i 1974 og blev blandt andet formand for havneudvalget. Samtidig var han fra 1979 formand for Socialdemokratiets partiforening i byen, ligesom han blev næstformand for partiet i Sønderborgkredsen. Borgmester Alfred Krogh Pedersen gik i oktober 1988 af grundet helbred. Ingolf Winzor blev indsat resten af perioden og blev derefter genvalgt i to valgperioder.
Som borgmester stod han i spidsen for indsatsen for at bevare Sønderborg Kaserne. Han stod og også bag en udvidelse af rådhuset. Hans sidste embedsperiode var præget af den såkaldte diætsag, hvor viceborgmester Kurt Jessen af oppositionen beskyldtes for at misbruge diæter. Diæterne var forhøjet som følge af, at Jessen led af at betydeligt synshandicap. Tilsynsrådet frikendte senere Kurt Jessen. Kombineret med landspolitisk tilbagegang for Socialdemokratiet førte sagen formentlig til, at partiet mistede magten efter 52 års uafbrudt socialdemokratisk styre.
Ingor Winzor fortsatte i byrådet frem til sin død i 2006 og var blandt andet formand for børne- og ungeudvalget.
Gennem en årrække var han desuden formand for Røde Kors i Sønderborg.